# Маркарян Віра Юріївна
Віра Юріївна Маркарян (до шлюбу Ребрик; 25 лютого 1989) — українська та російська легкоатлетка, метальниця списа, чемпіонка Європи, рекордсменка світу серед юніорів, рекордсменка України. Молодший сержант, спортсмен-інструктор спортивної команди ВВ МВС України. Майстер спорту України міжнародного класу з легкої атлетики, екс-член національної збірної команди України.

## Досягнення
Чемпіонкою Європи стала на чемпіонаті Європи з легкої атлетики 2012, встановивши при цьому рекорд України: 66 м 86 см. Їй належить також рекорд світу серед юніорів: 63 м 1 см, встановлений на чемпіонаті світу серед юніорів, що проходив у Бидгощі в 2008 році.

## Зміна громадянства
Уродженка Ялти Віра Ребрик весною 2014 року змінила паспорт України на паспорт Росії. Своє рішення спортсменка пояснила сімейними обставинами. Віра Ребрик в інтерв'ю виданню «Сегодня» сказала:
|  | «Незручно мені буде виступати за Україну, враховуючи, що я живу в Криму, який тепер належить Росії. Справа в тому, що мої батьки - інваліди. Я не можу їх кинути і поїхати. Я не за власним бажанням міняю громадянство. У мене безвихідна ситуація» |

.